# デラックスカタログ
『デラックスカタログ』は、天野月子の1枚目のベストアルバム。
『デラックスカタログ』の他に同時発売としてCD-DISC1のみパッケージとなっているベストアルバム『カタログ』も存在するが、オリコンでは売上記録が前者に合算されているため、項目として前者の方に統一する。

## 解説

### 概要
2006年11月15日に発売された。デビュー5周年記念メモリアルプロジェクト「ゴネンジャー」企画を受けてのベストアルバムリリースである。作詞作曲は天野月子（「JOKER JOE」のみ作曲は天野月子・戸倉弘智）、編曲は戸倉弘智（「翡翠」のみ編曲は河野伸）。
ベストアルバムとしては、既に2004年4月4日にカップリングベストアルバムとして『WINONA RIDERS 〜月の裏側〜』をリリースしており、自身通算2枚目の作品リリースとなる。2007年3月31日までの期間限定生産で、現在は生産終了となっている。2CD+1DVDの計3枚組仕様となっており、CD-DISC1には2001年から2005年までの全シングル曲が、CD-DISC2には未発表音源1曲を含めた本人曰くシングル候補であった楽曲が、DVDには「イデア」「翡翠」「聲」「Love Dealer-2006-」のプロモーションビデオが、それぞれ収録されている。CDの収録楽曲は天野本人の選考によるものであり、本人曰く「カタログらしさを追求して曲順を決めた」という。
前述の通り、CD-DISC1のみをパッケージ化した『カタログ』も同時発売されている。さしずめこちらはスタンダードエディション的な通常盤扱いとなっている。初回プレス盤は紙ジャケットパッケージで、天野本人考案の飛び出す絵本仕様となっている。また、期間限定生産DVD『5-five-』も同時発売となっており、こちらも含めると同日に3作品を発売していることになる。なお、本作の発売をもって、これまで所属していたポニーキャニオンとは契約を終了し、以降インディーズへ活動の場を移している。
本作品のビジュアル面のテーマは、本人曰く「『Sharon Stones』のヨーロッパ版」「（『Sharon Stones』が十二単で日本昔話のイメージなら）こちらはグリム童話のイメージ」であるという。ジャケット撮影は兵庫県淡路島にある淡路夢舞台内奇跡の星の植物館と月のテラスにて行われた。
購入特典（『デラックスカタログ』『カタログ』共通）として応募券が封入されており、DVD『5-five-』購入特典の応募ハガキと合わせて応募すると、抽選で「天野月子特製KUBRIC」が貰えるキャンペーンが行われた。

## 内容

### CD-DISC1
1. 箱庭 〜ミニチュアガーデン〜
2001年6月1日に発売（2001年4月1日先行発売）されたインディーズ1枚目のシングル。収録音源はメジャー1枚目のアルバム『Sharon Stones』収録の「箱庭 〜ミニチュアガーデン〜 (Sharon Mix)」のもの。
2. Love Dealer-2006-
2001年6月1日に発売されたインディーズ限定生産シングル（2003年7月30日にインディーズ3枚目のシングルとして再発）。同作品のために新録されている。作品のプロモーション用にプロモーションビデオも制作されており、付属のDVDにも収録されている。
3. B.G. 〜Black Guitar+Berry Garden〜
2001年9月1日に発売されたインディーズ2枚目のシングル。
4. 菩提樹
2001年11月7日に発売されたメジャーデビューシングル。収録音源はシングルバージョンのもの。
5. スナイパー
2002年2月20日に発売されたメジャー2枚目のシングル。
6. Treasure
2002年4月24日に発売されたメジャー3枚目のシングル。
7. HONEY?
2002年6月5日に発売されたメジャー1枚目のアルバム『Sharon Stones』収録曲で、2002年6月19日にメジャー4枚目のシングルとしてリアレンジシングルカット。収録音源はアルバム『Sharon Stones』収録のもの。
8. 人形
2002年11月7日に発売されたメジャー5枚目のシングル。収録音源はメジャー2枚目のアルバム『MEG LION』収録の「人形 (Meg Mix)」のもの。
9. 鮫
2003年7月30日に発売されたメジャー6枚目のシングル。
10. 蝶
2003年11月12日に発売されたメジャー7枚目のシングル。
11. 月
2004年1月21日に発売されたメジャー3枚目のアルバム『天龍』収録曲で、2004年7月14日にメジャー8枚目のシングルとしてシングルカット。
12. イデア
2004年11月3日に発売されたメジャー9枚目のシングル。収録音源はメジャー4枚目のアルバム『A MOON CHILD IN THE SKY』収録の「イデア (A MOON CHILD Mix)」のもの。
13. 翡翠
2005年2月16日に発売されたメジャー10枚目のシングル。収録音源はシングルバージョンのもの。
14. 聲
2005年7月27日に発売されたメジャー11枚目のシングル。

### CD-DISC2
1. 青紫
2002年6月5日に発売されたメジャー1枚目のアルバム『Sharon Stones』収録曲。
2. 日曜日
2002年12月4日に発売されたメジャー2枚目のアルバム『MEG LION』収録曲。
3. 時計台の鐘
2002年12月4日に発売されたメジャー2枚目のアルバム『MEG LION』収録曲。
4. 恋
2004年1月21日に発売されたメジャー3枚目のアルバム『天龍』収録曲。
5. 龍
2004年1月21日に発売されたメジャー3枚目のアルバム『天龍』収録曲。
6. JOKER JOE
2005年9月21日に発売されたメジャー4枚目のアルバム『A MOON CHILD IN THE SKY』収録曲。
7. Stone
2005年9月21日に発売されたメジャー4枚目のアルバム『A MOON CHILD IN THE SKY』収録曲。
8. おんがく
同作品のための未発表新曲。

### DVD
1. イデア
2. 翡翠
3. 聲
4. Love Dealer-2006-
  - 映像特典「5-five-」メイキング映像